# Sopwith Cuckoo
Il Sopwith Cuckoo era un velivolo biplano prodotto verso la fine della prima guerra mondiale dalla Sopwith Aviation Company, la stessa ditta che produceva i più conosciuti Camel e Pup. Venne utilizzato dal Royal Naval Air Service (RNAS) e successivamente dalla Royal Air Force. Si rivelò un buon aeroplano ma la sua carriera fu relativamente breve.

## Storia del progetto
Il primo volo fu effettuato nel giugno del 1917 e il primo Cuckoo fu consegnato nel settembre del 1918. Il velivolo aveva il ruolo principale di aerosilurante. Dovendo operare dalle navi era stato espressamente progettato per avere le ali ripiegabili. Il carico offensivo era costituito da un singolo siluro da 457 mm che veniva caricato sotto la fusoliera. Il motore era un Sunbeam Arab che erogava 200 hp (149 kW). La velocità massima era di 160 km/h (100 mph). Il raggio d'azione era di 640 km (400 miglia)
Il Cuckoo arrivò troppo tardi per partecipare al conflitto anche se doveva essere utilizzato in un'azione, l'attacco in porto alla flotta tedesca, che si sarebbe dovuta svolgere nell'ottobre del 1918. Per questa azione i Cuckoo sarebbero decollati dalla nuova portaerei HMS Argus. Il piano era stato concepito dal comandante della Grand Fleet, ammiraglio David Beatty, ma venne rifiutato e la conclusione della guerra pose fine alle possibilità di impiego del velivolo.
Inizialmente il velivolo era stato ordinato in 300 esemplari ma la conclusione della guerra portò a un drastico ridimensionamento degli ordini. Alla fine furono solo 140 i Cuckoo prodotti e di questi solo 100 entrarono effettivamente in servizio. Questi aerei operarono con la RAF con gli Sq. 185 e 186, che dal 1920 venne ridesignato Sq. 210, che li mantenne fino alla loro radiazione avvenuta il primo aprile 1923.

## Versioni
Cuckoo Mk. Iprincipale versione prodotta in serie, equipaggiata con un motore Sunbeam Arab da 200 hp (149 kW).
Cuckoo Mk. IIconversione dall'Mk. I equipaggiata con un motore Wolseley Viper da 200 hp (149 kW).
Cuckoo Mk. IIIprototipo equipaggiato con un motore Rolls-Royce Falcon III da 275 hp (205 kW).
Sopwith B.1prototipo, versione bombardiere monoposto equipaggiata con un motore Hispano-Suiza 8 da 200 hp (149 kW), realizzato in due esemplari.

## Utilizzatori
Giappone
- Dai-Nippon Teikoku Rikugun Kōkū Hombu

operò con sei Cuckoo Mk. II.
 Regno Unito
- Royal Naval Air Service
- Royal Air Force
  - No. 185 Squadron RAF - operò con il Cuckoo dall'ottobre 1918 fino al suo scioglimento avvenuto l'anno successivo.
  - No. 186 Squadron RAF - operò con il Cuckoo dal tardo 1918. Venne ridisegnato No. 210 Squadron nel 1920.
  - No. 210 Squadron RAF - istituito nel 1920 dal No. 186 Squadron, continuò ad operare con i Cuckoo fino al 1º aprile 1923 quando fu sciolto.